# Коростін Сергій Анатолійович
Сергій Анатолійович Коростін (рос. Сергей Анатольевич Коростин; 5 липня 1989, м. Прокоп'євськ, СРСР) — російський хокеїст, правий/лівий нападник. Виступає за ХК ВМФ (Санкт-Петербург) у Вищій хокейній лізі.
Виступав за «Динамо» (Москва), «Лондон Найтс» (ОХЛ), «Айдахо Стілгедс» (ECHL), «Техас Старс» (АХЛ), «Динамо» (Балашиха), «Сокіл» (Красноярськ), «Донбас» (Донецьк).
У складі молодіжної збірної Росії учасник чемпіонату світу 2009. У складі юніорської збірної Росії учасник чемпіонату світу 2007.
Досягнення
- Бронзовий призер молодіжного чемпіонату світу (2009)
- Переможець юніорського чемпіонату світу (2007).